# RPG-7
RPG-7（ロシア語: РПГ-7）は、ソ連が開発した携帯対戦車擲弾発射器。ベトナム戦争から使用され対戦車兵器としては旧式化しつつある一方で、戦車以外の目標への攻撃を含めて歩兵用火器として多目的に使用できるため多くの国で使用され続けている。さらに安価、簡便であることから、発展途上国の軍隊や武装勢力、民兵が好んで使用し、世界各地の武力紛争において広く用いられている。

## 概要
RPG-7の名称は、ロシア語で「携帯式対戦車擲弾発射器」を意味する「РПГ-7：Ручной Противотанковый Гранатомёт（ルチノーイ・プラチヴァターンカヴィイ・グラナタミョート）」(英字綴りでは「Ruchnoj Protivotankovyj Granatomjot」）の頭文字による。英語の訳表記で「Rocket-Propelled Grenade（ロケット推進擲弾）」と綴られることがあるが、これはバクロニムであり、厳密には誤りである。
RPG-7用弾薬の多くは加速用にロケット推進機能を備えており、対戦車ロケット弾発射機やロケットランチャーと称されることが多い。しかし発射機自体はロケットランチャーではなく、装薬による発射と同時に砲身後方からのガス噴射で反動を相殺するクルップ式無反動砲である。

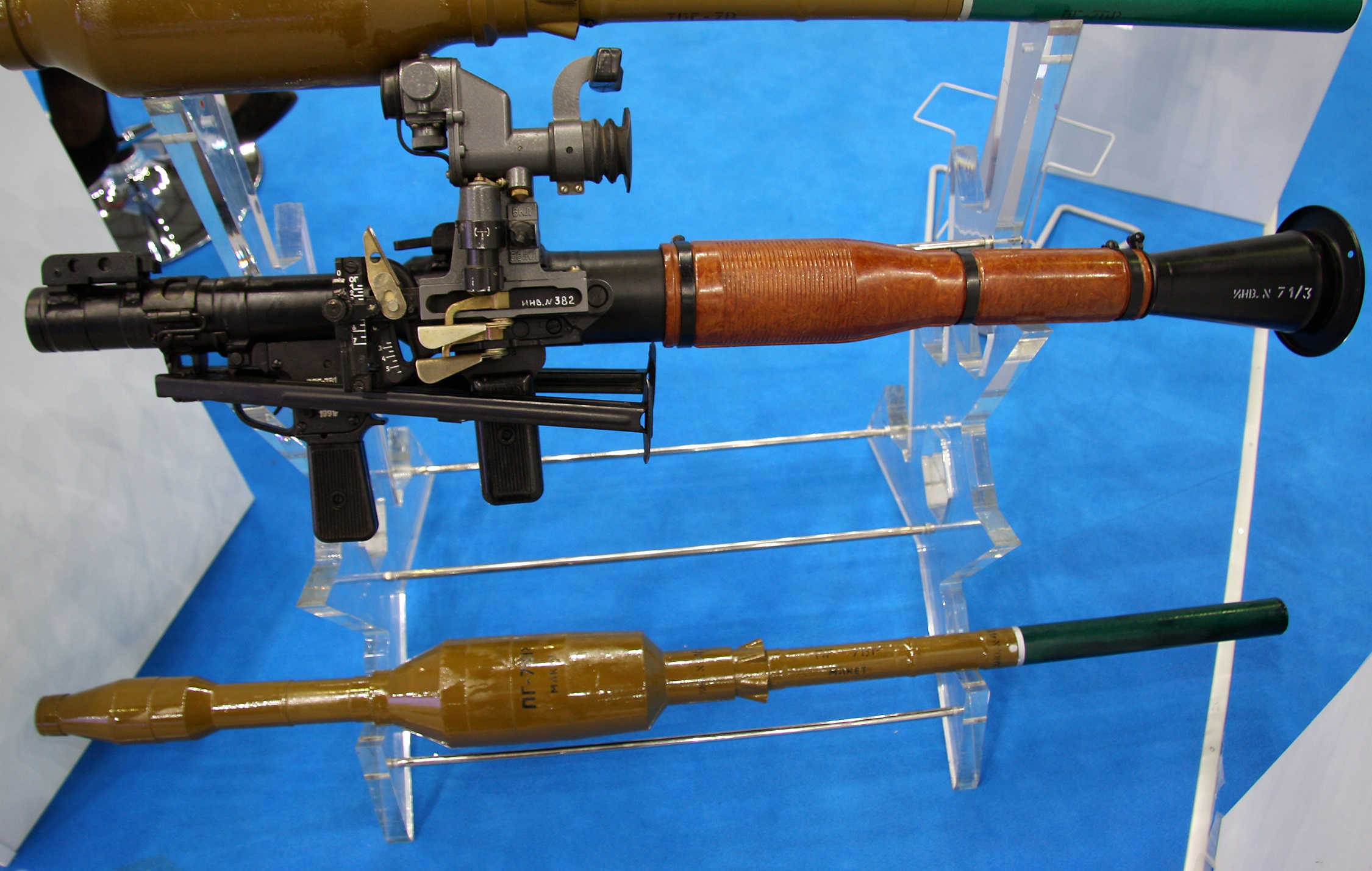
RPG-7V1発射器とPG-7VR弾頭

RPG-7は、単純構造、取扱簡便、低製造単価で、発射機と弾頭を合わせた10kg程度の重量は、使い捨て式のM72 LAWやAT4を除けば対戦車兵器では比較的軽量である。その割に高い威力を発揮するため、AK-47自動小銃と同じく途上国の軍隊やゲリラなどに幅広く使用されている。少なくとも40ヶ国が正規に採用しており、様々なモデルが9ヶ国以上で生産されている。特にこの兵器によってゲリラやテロリストが、容易に戦車や飛行機をも破壊しうる火力を持った事が、いわゆる低強度紛争（LIC）の活性化の要因の一つとなっている。
第3世代主力戦車であっても、RPG-7の成形炸薬弾を脆弱な部位に受けると行動不能になる程の威力がある。ただし、この種の歩兵携行用無反動砲に共通する欠点として発射時の後方噴射（バックブラスト）が激しく、射手の位置が判明しやすいため、「スーサイドウェポン（suicide weapon、自殺兵器）」と呼ばれることもある。反撃を避けるため、射手は発射後に速やかな移動を必要とされる。
日本においては、九州南西海域工作船事件において北朝鮮工作員が海上保安庁巡視船に対して使用し有名になった。また、防衛省でも少数を研究用に購入し、自衛隊の装備品に対する各種試験に使用している。

## 開発
RPG-7は、第二次世界大戦末期にドイツ国防軍が開発したパンツァーファウスト250を発展させたものである。当初量産されたRPG-2は外装式擲弾を発射する無反動砲であった。これを発展させたRPG-7では、砲弾にロケット推進機能を追加して射程の延長と命中率の向上を実現した。

## 運用
1961年以降、ソ連軍に小隊向けの対戦車兵器として大量に配備された。空挺部隊にはパラシュート降下時の邪魔にならないように砲身を前後に分離可能なRPG-7Dが配備されたほか、1970年以降改良型のRPG-16が配備されている。
東側諸国や共産ゲリラ組織にも大量供与され、ベトナム戦争において北ベトナム軍やベトコンは、RPG-7をアメリカ軍や南ベトナム軍の戦車や装甲車、ヘリコプター、陣地などの攻撃に使用したが、ベトナム戦争はゲリラ戦主体で戦車に活躍の余地があまりなかったため、対戦車兵器として注目を集める機会には乏しかった。
1973年の第四次中東戦争においては、エジプト軍がRPG-7を9M14 マリュートカ（AT-3 サガー）対戦車ミサイルとともに有効に活用してイスラエル軍の戦車を多数撃破した。このため、西側諸国にも対戦車兵器としての威力が広く認められ、損害を受けた側であるイスラエル軍でも使用された。
中国では、1960年代にRPG-7をリバースエンジニアリングして、デッドコピーの69式ロケットランチャー（69式火箭筒）を生産している。さらに、ソ連自身もワルシャワ条約機構加盟国などにライセンス生産を認めたため、AK-47自動小銃と同様に世界中に拡散した。この結果、ソ連のアフガニスタン侵攻やチェチェン紛争においてソ連軍・ロシア連邦軍が自国製および外国製のRPG-7によって攻撃されるという皮肉な状況をもたらしている。
北朝鮮でも朝鮮人民軍に広く配備されていると考えられており、九州南西海域工作船事件では、海上保安庁の巡視船に2発のRPG-7が発射されたことが赤外線カメラ映像から判明している。この際には、揺れる海上からの射撃であったため、2発とも命中していない。その後、不審船の沈没地点周辺から「68式7号発射管」とハングルで刻印された発射機が引き揚げられ、海上保安資料館横浜館で工作船と共に展示されている。
現代でもAK（カラシニコフ突撃銃）とともに、世界各地の紛争で頻繁に使用されている。
ソ連の軍事産業の多くを引き継いだロシア連邦で現在の生産されているモデルは、成形炸薬弾、タンデム成形炸薬弾、破片榴弾、サーモバリック弾の4種類の弾頭を発射可能であり、有効射程を550-700mに延伸したRPG-7V2と、空挺部隊向けに砲身を前後で分割可能なRPG-7D3である。これらは、2001年からロシア連邦軍への配備が始まっている。
2009年、アメリカ合衆国のAirtronic USAが、アメリカ軍向けにRPG-7の複製品（ロシアからの製造ライセンス取得の有無は未確認）を製造し、発表した。このアメリカ製RPG-7ともいえる対戦車兵器は、トリガーグリップがM16/M4カービンのものに変更されているほか、ランチャーの左右上下にピカティニー・レールが装着されている。なお、初期装備である照準器（アイアンサイト）、M4カービン用のフォアグリップやストックはピカティニー・レールに装着されている。

## 設計
発射器は、簡易に加工された鋼鉄の筒であり、直径40mm、全長953mm、重量7kgである。中央部分の内径は前後に比べてやや大きく、発射ガスの拡張室として機能し、発射時の初速を高める機能を果たす。中央部分から後部にかけては木材もしくは耐熱性プラスチックに覆われており、兵士を発射時の熱から守るようになっている。尾部はラッパのように広がっているノズルで、発射の際のバックブラストから操作している兵士を守るほか、後方噴流を加速させることで反動を相殺させる役割を持っている。
発射器は射手が右肩に担いで使用するよう設計されている。射手は撃発機構を備えた前部グリップを右手で握り、姿勢安定用の後部グリップないし筒身カバーに左手を添えることになる。安全ピンを外した擲弾を根元まで発射器に挿入して、撃発機構の撃鉄を引き起こせば射撃準備が整う。
一般的には光学照準器（PGO-7、2.7x）が用いられ、暗中でも照準しやすいよう、照準目盛を光らせるための夜光機能を備える。この光学照準器は、開発当時のNATO戦車の車高を2.7mに仮定して測遠、横方向への移動目標を狙うことができるように照準目盛が設定されている。そのため、この車高に当てはまらない目標に対してはあまり役にたたず、移動目標や横風に対する偏差照準も面倒であるため、本体に固定装備された簡易なアイアンサイトを使って300m以内から射撃することが好まれる。他に、受光型赤外線式の暗視照準装置も提供されている。また、中国製の69式では、軽機関銃のようなバイポッド（二脚）やキャリングハンドルが追加されて実用性が増しており、本家のロシア製でもバイポッドが装備されるようになった。

## 弾頭
1. 信管
2. 伝導管
3. 風防
4. 円錐ライナー
5. 外殻
6. 爆薬
7. 伝導子
8. 雷管

1. ノズルストッパー
2. ノズル
3. 外殻
4. 推進薬
5. リヤモーター
6. 発射用雷管

1. 安定翼
2. 薬莢
3. 装薬
4. 小型安定翼
5. 曳光剤
6. 詰め物

PG-7Vの断面図
I) 弾頭部
II) ロケットモーター
III) 発射薬(ブースター)と安定翼

弾薬は、弾頭（断面図のI、以下同じ）とロケットモーター（II）、発射器から撃ち出すための装薬（17）、安定翼（15）で構成される。弾頭とロケットモーターは一体化されており、装薬は折り畳まれた安定翼の周囲を取り囲むように配置されている。装薬・安定翼（III）前端と弾頭・ロケットモーターユニット後端にはそれぞれねじが切られており、両者は分離して運搬されるが、装填前にねじ込んで固定する。結合された弾薬を発射器へ装填する際には、発射用雷管（14）と発射器側の撃発機構との位置を合わせるために、ロケットモーター噴射ブロック（9）の後ろにある小突起を発射器先端の切り欠きに合わせる必要がある。
先端には、圧電素子（1）を用いた信管（8）が装着されており、目標に激突した圧力で発生した電気信号が弾頭の構造体から伝導子（7）へと伝わり、信管を起爆させる。このため先端部が激突しないと起爆しないという特性がある。金網やスラットアーマーなどに命中するとかなりの確率で不発になることが知られており、対策として用いられている。
弾頭本体直後の周囲にはロケットモーター燃焼ガスの噴射口（10）が配置されており、推進薬（12）の燃焼ガスは弾頭の斜め後ろ方向へ放射状に噴射される。弾頭の周囲後方の大型の安定翼は砲身から射出された直後に風圧で開いて弾頭の直進を助け、さらに後方の小型安定翼（18）は弾頭に飛翔を安定させるためのゆったりした回転を与える。後端には曳光剤（19）が設けられ、発射以降に燃焼して光を放ち、射手に飛翔する弾頭の軌跡を示す。
弾頭本体に誘導装置は無く、飛翔する弾頭が横風を受けると風上へ向かって舵を切る特性があるため、移動目標に命中させるには熟練を要する。引き金を引くと、クルップ式無反動砲の原理により、撃ち出された弾頭は秒速115メートルの速度に加速、10メートルの距離で固体ロケットに点火し、500メートルの距離まで最大秒速295メートルに加速し、その後は慣性によって飛翔する。
最大射程は4.5秒の時限信管により決定され、一般的には約920メートル（900ないし1,100メートルの誤差範囲）の距離を飛翔すると自爆する。ヘリコプターのような目標に対して直撃せずとも損傷を与えるために、時限信管を短く設定して発射することもできる。製品によっては時限信管を持たず、その場合には発射後に命中しないとそのまま落下して不発弾と化すおそれがある。

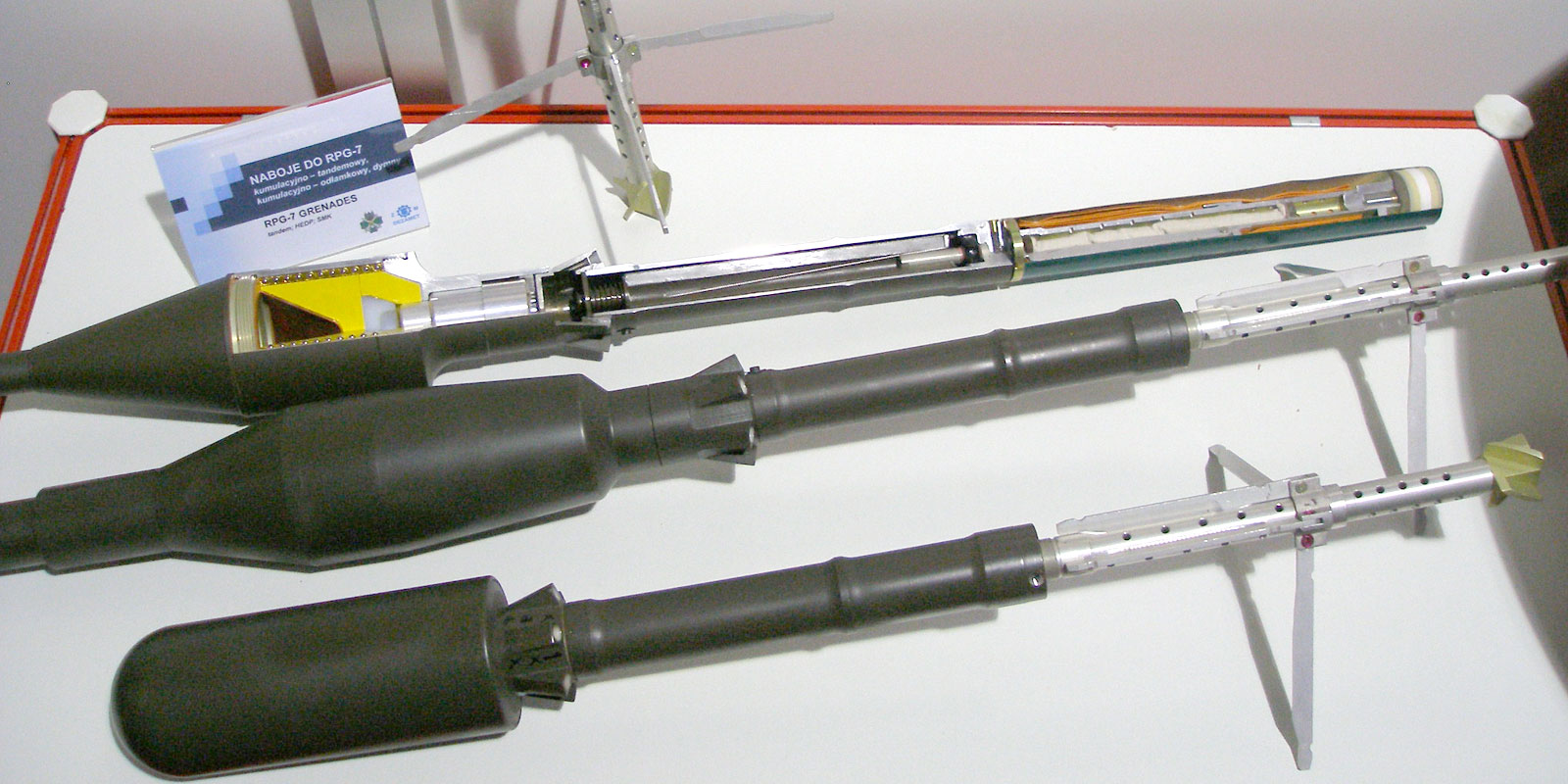
ポーランド製の各種弾頭

確実な命中を求めるためには可能な限り近距離で射撃することが重要である。熟練した射手なら150メートル以上、条件次第では300メートルの距離で命中させることができるが、横風の影響を受けやすいため、実質的な有効射程は100メートル以下となる。アフガニスタンの兵士は80メートル以内に接近して射撃することで確実に標的を撃破した。ただし、この距離は敵側から見ればどんな武器も最大限に活用でき、また、随伴する歩兵部隊も存在するため、必中距離から射撃できる事は稀であり、命中精度に関していえば非常に低い。

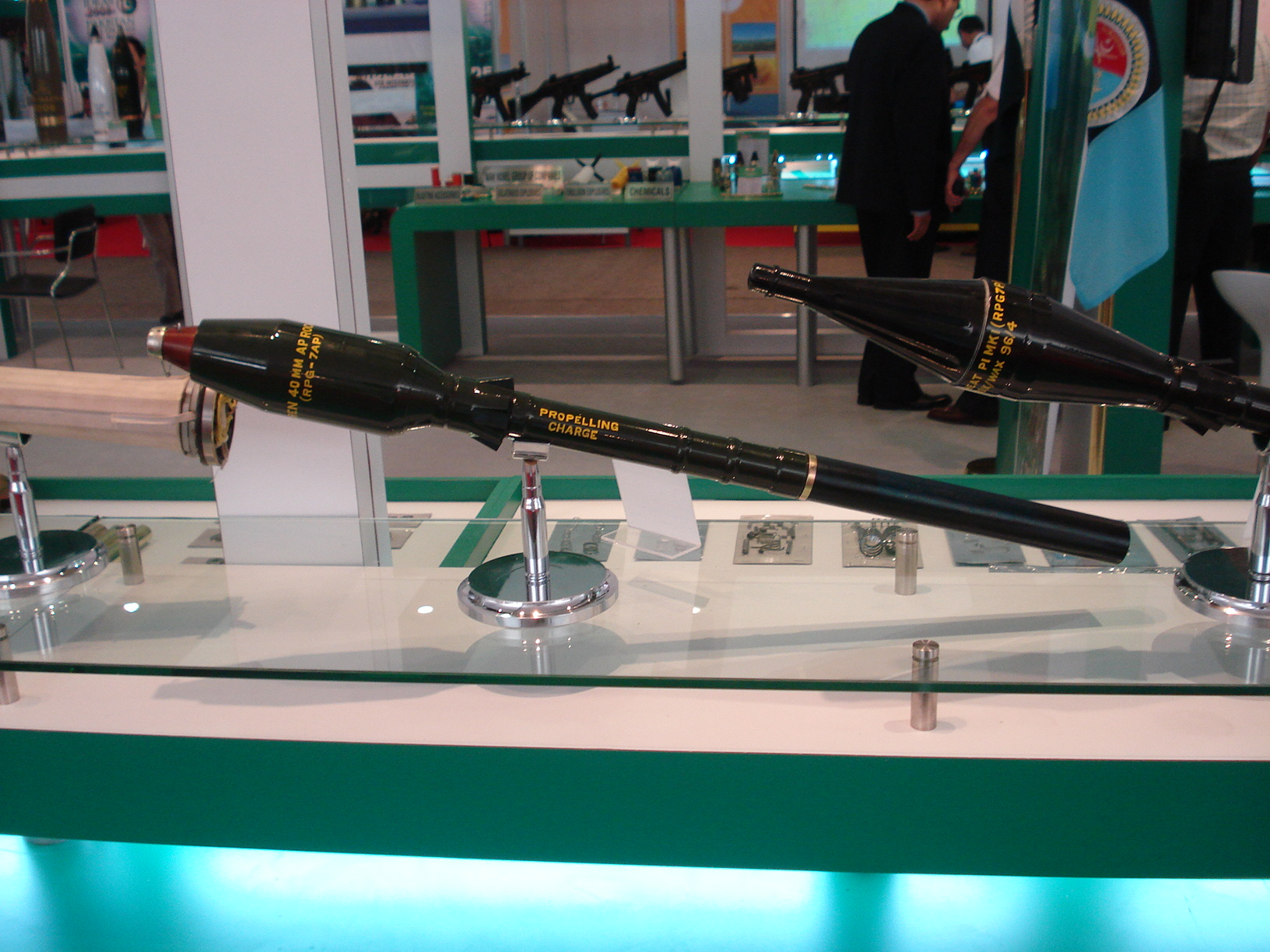
パキスタンが開発したRPG-7AP対人弾頭

なお、多くの場合には前述した後方噴射（バックブラスト）が砂塵を巻き上げて敵に発見される危険性が増す。また、地面に当たった熱風や砂利が射手の足に吹きつけ、怪我を負う危険もある。そのため、特に仰角を取った射撃を行う際には、あらかじめ地面に後方噴射を逃がすための穴を掘り、さらにそこへ折り取って来た樹木などを覆せるなどしてこの危険性を低減させる工夫がなされる事もある。
弾頭には2種類用意されており、非装甲車両や人員といった軟目標には通常の榴弾を使用し、装甲車両やトーチカには成形炸薬弾（対戦車榴弾）を使用して破壊する。後者は弾頭の仕様や使用条件にもよるが、厚さ30センチメートルないし60センチメートルの均質圧延鋼装甲を貫通し得る。
また、それ以外にも照明弾やスモーク弾、非致死性化学弾、焼夷弾といった様々な特殊弾頭が用意されている。ロシアや旧ワルシャワ条約機構所属の国家、さらに、中国ではサーモバリック（熱圧）弾頭も開発されている。サーモバリック弾頭とは、トンネルや家屋に有効な爆発時の圧力で攻撃する弾頭である。
近年では一般的になった、爆発反応装甲（ERA）を一回の攻撃で貫通するために、成形炸薬弾を前後に2個搭載したタンデム弾頭も開発されており、中でもロシア製のPG-7VR弾頭は、その威力の高さを実戦で証明している。

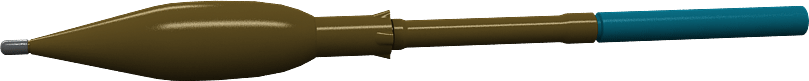
PG-7VL 対戦車榴弾
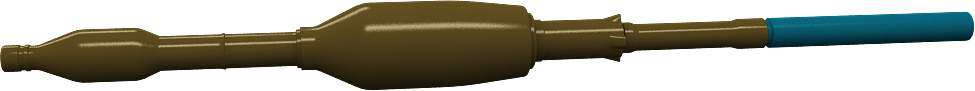
PG-7VR タンデム対戦車榴弾
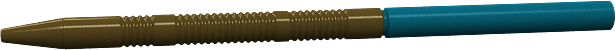
OG-7V 破片榴弾
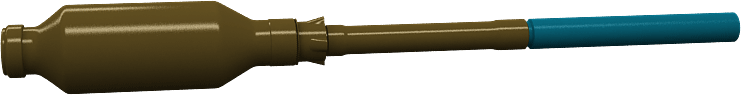
TBG-7V サーモバリック弾

## 派生型

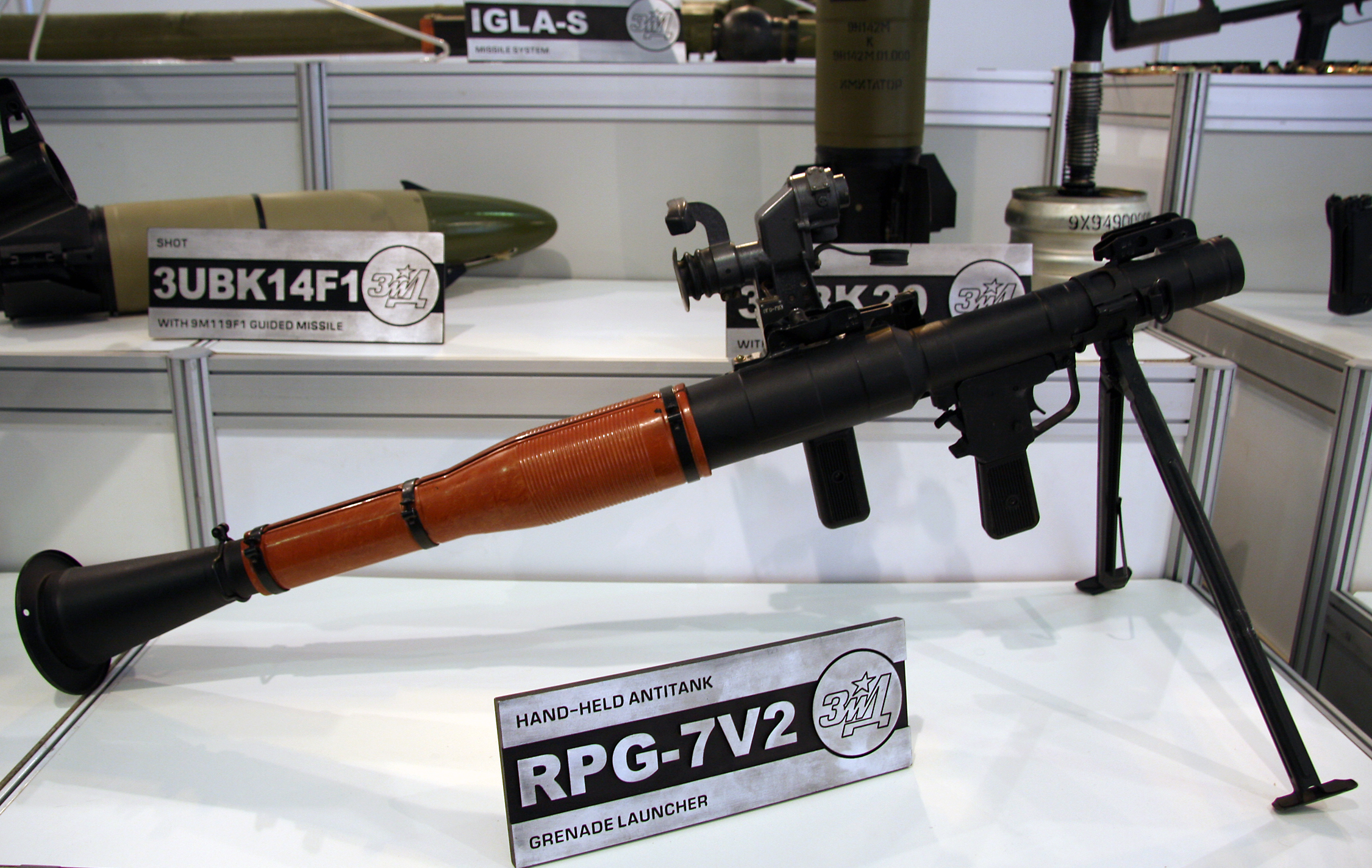
RPG-7V2

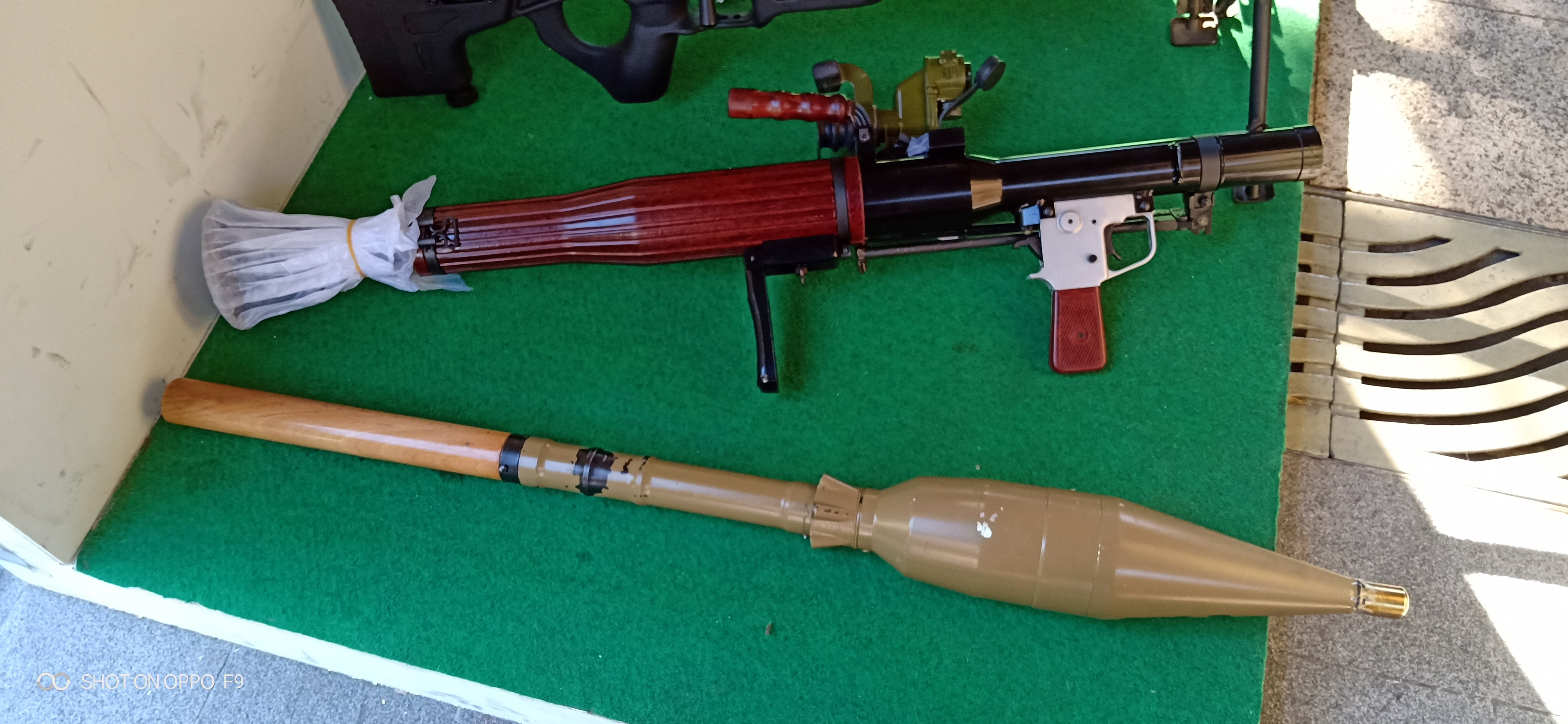
69式ロケットランチャー

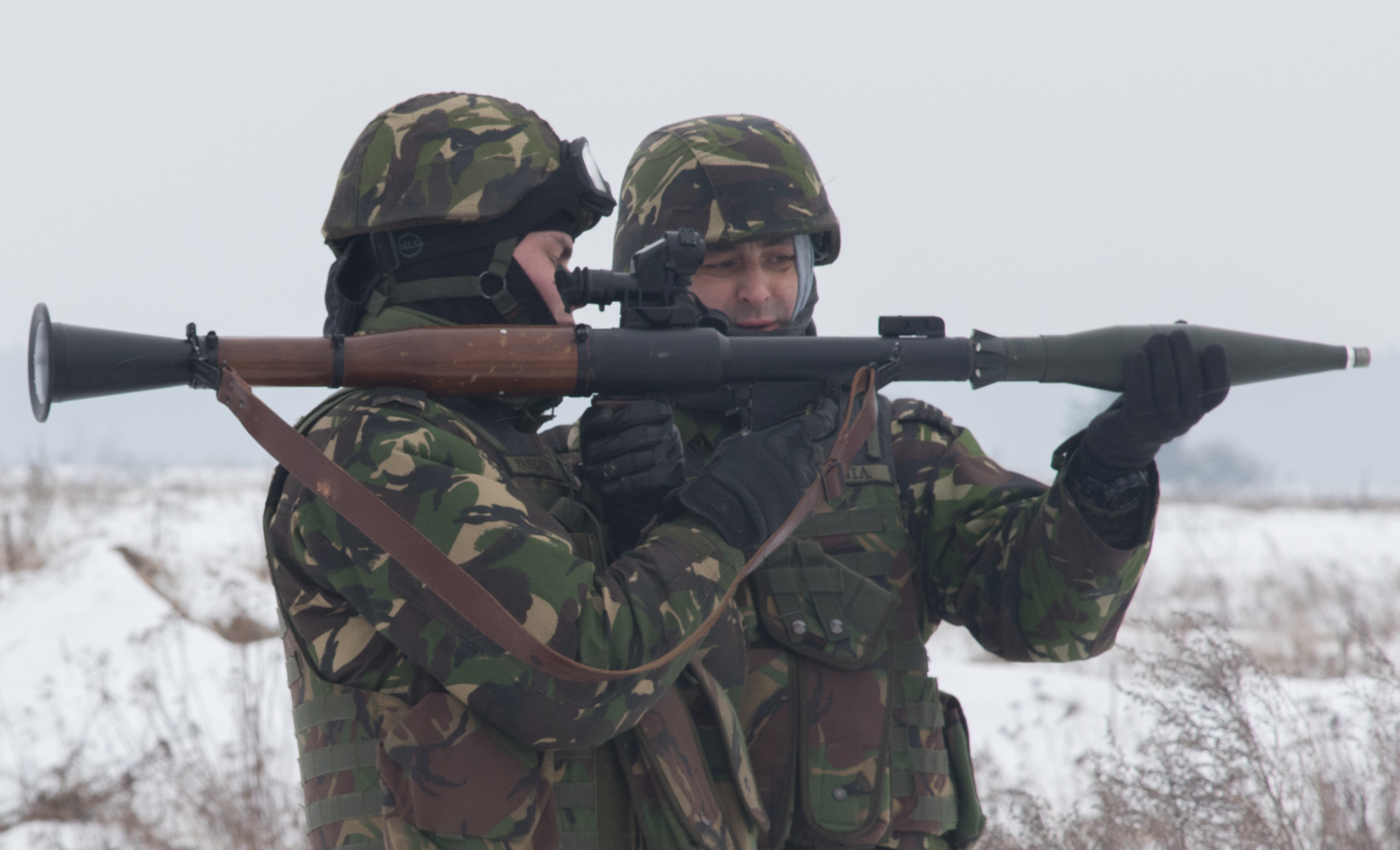
ルーマニアのAG-7

RPG-7は、ソ連・ロシア以外にも中国、北朝鮮、ベトナム、パキスタン、イラン、エジプト、ブルガリア、ルーマニア、アメリカ合衆国で製造されているほか、この他にも製造国が存在する可能性がある。
- ソビエト連邦・ロシア連邦

RPG-7
基本型。
RPG-7V
光増幅・パッシブ赤外線式暗視装置が装着可能な型。
RPG-7V1
中国製69式にならって、バイポッドを装着した型。TBG-7 サーモバリック弾頭を発射可能。
RPG-7V2
新型の装薬を使用可能にして、有効射距離を550-700mに延伸した型。弾道特性の変化に伴い、光学照準器をUP-7Vに変更（PG-7VRを発射する際には、従来型のRPO-7を使用する）。
RPG-7D
空挺軍仕様で、パラシュート降下用に砲身を前後2つに分割可能。
RPG-7D1
RPG-7Vの空挺軍仕様。
RPG-7D2
RPG-7V1の空挺軍仕様。
RPG-7D3
RPG-7V2の空挺軍仕様。
- 中華人民共和国

69式ロケットランチャー（69式40毫米反坦克火箭筒）
中国のノリンコ社が製造したRPG-7。トリガーグリップ後部の補助グリップを排除し、砲身上部にキャリングハンドルを追加。オリジナルよりも全長を40mmほど短縮して軽量化されている。中国語で「坦克」（タンク）は「戦車」、「火箭」は「ロケット」の意。
69-1式
暗視照準装置を使用可能にした型。
- その他の国

B41
ベトナム製RPG-7。
MA-10
ミャンマー製RPG-7D。
ヤシン-105
ガザ地区を実効支配するハマースが製造する対戦車ロケットランチャーで、外見はRPG-7やRPG-2に類似している。名称は、2004年にイスラエルに暗殺されたハマスの創設者、アフマド・ヤースィーンに由来する。105は口径から。
AG-7
ルーマニア製RPG-7。
PSRL-1
アメリカ合衆国のAirtronic USA社が製造したRPG-7。トリガーグリップがM16A2/M4カービンのものに変更されているほか、ランチャーの左右上下にピカティニー・レールが装着されており、アイアンサイトのほかにもM4カービン用のフォアグリップやストックも装着されている。
F7
北朝鮮製RPG-7で輸出用。大韓民国国家情報院は2023年パレスチナ・イスラエル戦争でハマースが使用したことを2024年1月8日に発表し、根拠として信管部分に書かれたハングルを挙げた。

## 採用国
- アルジェリア(RPG-29も使用)
- アンゴラ
- アルメニア
- アゼルバイジャン
- バングラデシュ
- ベラルーシ
- ベニン
- ペルー
- ボツワナ
- ブルガリア
- ブルキナファソ
- カンボジア
- 中央アフリカ共和国
- チャド
- キューバ
- キプロス
- チェコ(RPG-75も使用)
- ジブチ
- エジプト
- エリトリア
- ガーナ
- ギニア
- ギニアビサウ
- ガイアナ
- ホンジュラス
- イラン
- ラオス
- カザフスタン
- ラオス
- レバノン
- レソト
- リビア
- マダガスカル
- マレーシア
- モーリタニア
- モルドバ(RPG-22も使用)
- モンゴル
- モロッコ
- モザンビーク
- ミャンマー
- ナイジェリア
- オマーン[3]
- 朝鮮民主主義人民共和国
- 中華人民共和国
- パキスタン
- パプアニューギニア
- フィリピン(RPG-7V2)
- ポーランド
- ルーマニア(AG-7)
- ルワンダ
- セネガル
- シエラレオネ
- ソマリア
- 南アフリカ共和国
- スーダン
- スリナム
- タジキスタン
- タンザニア
- トルコ
- トルクメニスタン(RPG-22も使用)
- ウズベキスタン
- ロシア
- ベネズエラ
- ベトナム(RPG7V-VN)
- イエメン
- ザンビア
- ジンバブエ

RPG-7の採用国（赤）

※このほかにもヒズボラやハマース、ターリバーン、FARC、LTTE、IRA暫定派、アルスター義勇軍（Ulster Volunteer Force）など、世界中の反政府ゲリラやテロ組織で対戦車・対物火器のデファクト・スタンダードと言えるほどに広く使用されているが、通常状態の第三世代の戦車の側面と背面の装甲に通用する能力が有るのに入手にコストや手間が余り掛からない事もその理由の一つである。

## 登場作品
RPG-7は世界で広く使用されており、実用化されてからの使用期間も長いポピュラーな携帯対戦車擲弾発射器であるため、アメリカのM72 LAWと並んで「歩兵が個人で用いる対戦車兵器」の代表的な存在として数々の作品に登場する。
ただし、RPG-7の兵器としての種別を「（対戦車）ロケットランチャー」「バズーカ砲」更には「対戦車ミサイル」として表現している例もあり、必ずしも正確に「対戦車擲弾発射器」もしくは「ロケット補助推進弾頭型無反動砲」と認識した上で登場させているとは限らないため、この点に関して注意が必要である。
なお、実写で実物が登場する以外の作品では取り扱いにおける描写、特に弾体の描写が誤っている例も多い。
- 発射後、弾体の最後尾からロケットモーター（ブースター）の燃焼ガスを噴出して飛翔している様に描かれる事が多いが、実際のロケットモーターの噴射口は弾頭の炸薬本体の直後、弾体の前から1/3程の場所の外周にあり、燃焼ガスはその位置から弾頭の斜め後ろ方向へ放射状に噴射される。

なお、弾体の最後尾には発射後に射手が目視で飛翔する弾体を確認するための曳光材（発光体）が装備されているため、発射後に飛翔する弾体の後尾は発光（発炎）して煙を牽いているようには見える。
- 弾頭部と一体になった安定翼部だけが描かれており、その状態で発射筒に装填される（装薬が装着されず、また、弾体と安定翼が装填前に分割されていない）ものとして描写される例や、装薬は装填前に別個になっているものが装着されるが、安定翼部の後端に接続される（安定翼部と装薬は別の部位に分かれている）ものとして描かれている例がある。

弾体後部に位置して発射後に展開される安定翼は、実際には発射前の状態（保管／運搬状態）では弾頭部分には装着されておらず、発射直前に弾頭部に結合される装薬（青緑色の防水パッケージに包まれている）に埋没しており、教練用の模擬弾以外では折り畳まれた状態の安定翼を目視することはできない。
これらの例から、必ずしも弾体の構造を理解して描写されているとは限らないことがうかがえる。